# Masaaki Sawanobori
Masaaki Sawanobori (n. 12 ianuarie 1970) este un fost fotbalist japonez.

## Statistici
| Japonia | Japonia | Japonia |
| An      | Meciuri | Goluri  |
| ------- | ------- | ------- |
| 1993    | 5       | 1       |
| 1994    | 6       | 1       |
| 1995    | 0       | 0       |
| 1996    | 0       | 0       |
| 1997    | 0       | 0       |
| 1998    | 0       | 0       |
| 1999    | 1       | 0       |
| 2000    | 4       | 1       |
| Total   | 16      | 3       |